# Cottel Island
Cottel Island är en ö i Kanada.   Den ligger i provinsen Newfoundland och Labrador, i den östra delen av landet, 1 700 km öster om huvudstaden Ottawa. Arean är 22,1 kvadratkilometer.
Terrängen på Cottel Island är platt. Öns högsta punkt är 129 meter över havet. Den sträcker sig 7,4 kilometer i nord-sydlig riktning, och 10,5 kilometer i öst-västlig riktning.